# باد (آذربایجان)
باد (به لاتین: Bad) یک منطقه مسکونی در جمهوری آذربایجان است که در شهرستان قوبا واقع شده است. باد ۴۸۲ نفر جمعیت دارد.